# Rheum laciniatum
Rheum laciniatum är en slideväxtart som beskrevs av David Prain. Rheum laciniatum ingår i släktet rabarbersläktet, och familjen slideväxter. Inga underarter finns listade i Catalogue of Life.